# Кисийците
Кисийците е село в Северна България. То се намира в община Трявна, област Габрово.

## География
Село Кисийците се намира в планински район, непосредствено до град Трявна.